# Ancistrus caucanus
Espèce
Ancistrus caucanus est une espèce de poissons-chats.
Ancistrus caucanus atteint une taille de cinq centimètres. Pour cette raison, il constitue un poisson de choix pour la constitution de la population d'un bac de faible grandeur. Il est endémique du Río Cauca en Colombie.